# Ukrajna a 2018. évi téli olimpiai játékokon
Ukrajna a dél-koreai Phjongcshangban megrendezett 2018. évi téli olimpiai játékok egyik részt vevő nemzete volt. Az országot az olimpián 9 sportágban 33 sportoló képviselte, akik összesen 1 érmet szereztek.

## Érmesek
| Érem  | Versenyző           | Sportág      | Versenyszám |
| ----- | ------------------- | ------------ | ----------- |
| Arany | Oleksandr Abramenko | Síakrobatika | Férfi ugrás |

## Alpesisí
Férfi
| Versenyző       | Versenyszám            | 1. futam      | 1. futam      | 2. futam | 2. futam | Összesítés    | Összesítés    |
| Versenyző       | Versenyszám            | Idő           | Hely.         | Idő      | Hely.    | Idő           | Helyezés      |
| --------------- | ---------------------- | ------------- | ------------- | -------- | -------- | ------------- | ------------- |
| Ivan Kovbasnyuk | Lesiklás               |               |               |          |          | 1:48,57       | 49.           |
| Ivan Kovbasnyuk | Óriás-műlesiklás       | 1:20,41       | 70.           | 1:17,26  | 51.      | 2:37,67       | 57.           |
| Ivan Kovbasnyuk | Műlesiklás             | nem ért célba | nem ért célba | kiesett  | kiesett  | kiesett       | kiesett       |
| Ivan Kovbasnyuk | Szuperóriás-műlesiklás |               |               |          |          | nem ért célba | nem ért célba |

| Versenyző       | Versenyszám | Lesiklás | Lesiklás | Műlesiklás    | Műlesiklás    | Összesítés | Összesítés |
| Versenyző       | Versenyszám | Idő      | Hely.    | Idő           | Hely.         | Idő        | Helyezés   |
| --------------- | ----------- | -------- | -------- | ------------- | ------------- | ---------- | ---------- |
| Ivan Kovbasnyuk | Összetett   | 1:24,21  | 57.      | nem ért célba | nem ért célba | kiesett    | kiesett    |

Női
| Versenyző  | Versenyszám            | 1. futam | 1. futam | 2. futam      | 2. futam      | Összesítés | Összesítés |
| Versenyző  | Versenyszám            | Idő      | Hely.    | Idő           | Hely.         | Idő        | Helyezés   |
| ---------- | ---------------------- | -------- | -------- | ------------- | ------------- | ---------- | ---------- |
| Olha Knysh | Óriás-műlesiklás       | 1:20,51  | 53.      | nem ért célba | nem ért célba | kiesett    | kiesett    |
| Olha Knysh | Műlesiklás             | 59,07    | 50.      | 58,93         | 46.           | 1:58,00    | 45.        |
| Olha Knysh | Szuperóriás-műlesiklás |          |          |               |               | 1:30,60    | 43.        |

## Biatlon
Férfi
| Versenyző                                                     | Versenyszám            | Időeredmény | Lövőhiba    | Helyezés |
| ------------------------------------------------------------- | ---------------------- | ----------- | ----------- | -------- |
| Dmytro Pidruchnyi                                             | 10 km sprint           | 24:27,5     | 0 (0+0)     | 21.      |
| Dmytro Pidruchnyi                                             | 12,5 km üldözőverseny  | 36:53,2     | 4 (1+0+2+1) | 34.      |
| Artem Pryma                                                   | 10 km sprint           | 25:14,9     | 2 (1+1)     | 40.      |
| Artem Pryma                                                   | 12,5 km üldözőverseny  | 37:16,3     | 6 (1+1+2+2) | 38.      |
| Artem Pryma                                                   | 20 km egyéni indításos | 52:36,5     | 4 (1+2+0+1) | 46.      |
| Serhiy Semenov                                                | 10 km sprint           | 25:24,9     | 1 (0+1)     | 46.      |
| Serhiy Semenov                                                | 12,5 km üldözőverseny  | 38:23,7     | 5 (1+0+2+2) | 49.      |
| Serhiy Semenov                                                | 20 km egyéni indításos | 52:57,9     | 3 (1+0+1+1) | 53.      |
| Vladimir Semakov                                              | 10 km sprint           | 26:31,7     | 3 (1+2)     | 78.      |
| Vladimir Semakov                                              | 20 km egyéni indításos | 51:32,1     | 1 (0+1+0+0) | 31.      |
| Artem Tyshchenko                                              | 20 km egyéni indításos | 51:15,2     | 0 (0+0+0+0) | 29.      |
| Dmytro Pidruchnyi Artem Pryma Vladimir Semakov Serhiy Semenov | 4 × 7,5 km váltó       | 1:20:17,3   | 11 (0+11)   | 9.       |

Női
| Versenyző                                                           | Versenyszám            | Időeredmény | Lövőhiba    | Helyezés   |
| ------------------------------------------------------------------- | ---------------------- | ----------- | ----------- | ---------- |
| Yuliia Dzhima                                                       | 15 km egyéni indításos | 44:33,9     | 2 (1+0+1+0) | 20.        |
| Anastasiya Merkushyna                                               | 7,5 km sprint          | 23:32,3     | 3 (2+1)     | 55.        |
| Anastasiya Merkushyna                                               | 10 km üldözőverseny    | 35:30,4     | 5 (0+2+2+1) | 46.        |
| Anastasiya Merkushyna                                               | 15 km egyéni indításos | 48:42,0     | 6 (1+1+3+1) | 70.        |
| Valentyna Semerenko                                                 | 7,5 km sprint          | 23:20,9     | 3 (2+1)     | =46.       |
| Valentyna Semerenko                                                 | 10 km üldözőverseny    | nem indult  | nem indult  | nem indult |
| Valentyna Semerenko                                                 | 15 km egyéni indításos | 44:53,9     | 1 (0+0+0+1) | 25.        |
| Valentyna Semerenko                                                 | 12,5 km tömegrajtos    | 37:39,9     | 1 (1+0+0+0) | 19.        |
| Vita Szemerenko                                                     | 7,5 km sprint          | 22:00,7     | 1 (0+1)     | 14.        |
| Vita Szemerenko                                                     | 10 km üldözőverseny    | 32:54,4     | 4 (2+1+1+0) | 18.        |
| Vita Szemerenko                                                     | 15 km egyéni indításos | 48:03,8     | 5 (0+3+1+1) | 63.        |
| Vita Szemerenko                                                     | 12,5 km tömegrajtos    | 38:25,3     | 3 (0+0+3+0) | 24.        |
| Iryna Varvynets                                                     | 7,5 km sprint          | 24:48,1     | 5 (1+4)     | 73.        |
| Iryna Varvynets Vita Szemerenko Yuliia Dzhima Anastasiya Merkushyna | 4 × 6 km váltó         | 1:13:44,8   | 10 (2+10)   | 11.        |

Vegyes
| Versenyző                                                   | Versenyszám  | Időeredmény | Lövőhiba | Helyezés |
| ----------------------------------------------------------- | ------------ | ----------- | -------- | -------- |
| Iryna Varvynets Yuliia Dzhima Dmytro Pidruchnyi Artem Pryma | Vegyes váltó | 1:09:46,4   | 5 (0+5)  | 7.       |

## Északi összetett
| Versenyző        | Versenyszám        | Síugrás | Síugrás | Síugrás | Síugrás    | Sífutás | Összesítés | Összesítés |
| Versenyző        | Versenyszám        | Táv     | Pont    | Hely.   | Időhátrány | Idő     | Idő        | Helyezés   |
| ---------------- | ------------------ | ------- | ------- | ------- | ---------- | ------- | ---------- | ---------- |
| Viktor Pasichnyk | Normálsánc + 10 km | 89,5    | 84,0    | 36.     | +3:06      | 24:40,1 | 27:46,1    | 30.        |
| Viktor Pasichnyk | Nagysánc + 10 km   | 126,0   | 108,2   | 21.     | +2:03      | 24:36,6 | 26:39,6    | 23.        |

## Műkorcsolya
| Versenyző                         | Versenyszám  | Rövid program | Rövid program | Kűr     | Kűr     | Összesítés | Összesítés |
| Versenyző                         | Versenyszám  | Pont          | Hely.         | Pont    | Hely.   | Pont       | Helyezés   |
| --------------------------------- | ------------ | ------------- | ------------- | ------- | ------- | ---------- | ---------- |
| Yaroslav Paniot                   | Férfi egyéni | 46,58         | 30.           | kiesett | kiesett | kiesett    | kiesett    |
| Anna Khnychenkova                 | Női egyéni   | 47,59         | 29.           | kiesett | kiesett | kiesett    | kiesett    |
| Oleksandra Nazarova Maxim Nikitin | Jégtánc      | 57,97         | 21.           | kiesett | kiesett | kiesett    | kiesett    |

## Síakrobatika
Ugrás
| Versenyző           | Versenyszám | Selejtező  | Selejtező  | Selejtező  | Selejtező  | Döntő      | Döntő      | Döntő      | Döntő      | Döntő      | Helyezés |
| Versenyző           | Versenyszám | 1. forduló | 1. forduló | 2. forduló | 2. forduló | 1. forduló | 1. forduló | 2. forduló | 2. forduló | 3. forduló | Helyezés |
| Versenyző           | Versenyszám | Pont       | Hely.      | Pont       | Hely.      | Pont       | Hely.      | Pont       | Hely.      | Pont       | Helyezés |
| ------------------- | ----------- | ---------- | ---------- | ---------- | ---------- | ---------- | ---------- | ---------- | ---------- | ---------- | -------- |
| Oleksandr Abramenko | Férfi       | 123,01     | 9.         | 123,08     | 4.         | 125,67     | 3.         | 125,79     | 4.         | 128,51     |          |
| Olga Polyuk         | Női         | 82,21      | 10.        | 55,50      | 10.        | kiesett    | kiesett    | kiesett    | kiesett    | kiesett    | 16.      |

Mogul
| Versenyző       | Versenyszám | Selejtező | Selejtező | Selejtező | Selejtező | Selejtező | Selejtező | Selejtező | Selejtező | Döntő    | Döntő    | Döntő    | Döntő    | Döntő    | Döntő    | Döntő    | Döntő    | Döntő    | Döntő    | Döntő    | Helyezés |
| Versenyző       | Versenyszám | 1. futam  | 1. futam  | 1. futam  | 1. futam  | 2. futam  | 2. futam  | 2. futam  | 2. futam  | 1. futam | 1. futam | 1. futam | 1. futam | 2. futam | 2. futam | 2. futam | 2. futam | 3. futam | 3. futam | 3. futam | Helyezés |
| Versenyző       | Versenyszám | Idő       | Pont      | Össz.     | Hely.     | Idő       | Pont      | Össz.     | Hely.     | Idő      | Pont     | Össz.    | Hely.    | Idő      | Pont     | Össz.    | Hely.    | Idő      | Pont     | Össz.    | Helyezés |
| --------------- | ----------- | --------- | --------- | --------- | --------- | --------- | --------- | --------- | --------- | -------- | -------- | -------- | -------- | -------- | -------- | -------- | -------- | -------- | -------- | -------- | -------- |
| Tetiana Petrova | Női         | 36,69     | 39,54     | 46,19     | 29.       | 37,62     | 17,46     | 23,07     | 20.       | kiesett  | kiesett  | kiesett  | kiesett  | kiesett  | kiesett  | kiesett  | kiesett  | kiesett  | kiesett  | kiesett  | 30.      |

## Sífutás
Távolsági
Férfi
| Versenyző          | Versenyszám | Klasszikus | Klasszikus | Szabad     | Szabad     | Összesen   | Összesen   |
| Versenyző          | Versenyszám | Idő        | Hely.      | Idő        | Hely.      | Idő        | Helyezés   |
| ------------------ | ----------- | ---------- | ---------- | ---------- | ---------- | ---------- | ---------- |
| Oleksii Krasovskyi | 15 km       |            |            |            |            | 39:05,3    | 80.        |
| Oleksii Krasovskyi | 30 km       | 44:36,7    | 59.        | lekörözték | lekörözték | lekörözték | lekörözték |
| Oleksii Krasovskyi | 50 km       |            |            |            |            | 2:25:36,4  | 46.        |
| Andrii Orlyk       | 15 km       |            |            |            |            | 39:11,3    | 82.        |

Női
| Versenyző         | Versenyszám | Klasszikus | Klasszikus | Szabad  | Szabad | Összesen  | Összesen |
| Versenyző         | Versenyszám | Idő        | Hely.      | Idő     | Hely.  | Idő       | Helyezés |
| ----------------- | ----------- | ---------- | ---------- | ------- | ------ | --------- | -------- |
| Maryna Antsybor   | 10 km       |            |            |         |        | 28:18,7   | 46.      |
| Maryna Antsybor   | 15 km       | 24:09,3    | 55.        | 21:36,5 | 52.    | 46:18,2   | 53.      |
| Tetyana Antypenko | 10 km       |            |            |         |        | 28:38,2   | 52.      |
| Tetyana Antypenko | 15 km       | 23:32,3    | 45.        | 21:24,0 | 49.    | 45:31,2   | 45.      |
| Tetyana Antypenko | 30 km       |            |            |         |        | 1:38:17,3 | 38.      |

Sprint
| Versenyző                         | Versenyszám         | Selejtező | Selejtező | Negyeddöntő | Negyeddöntő | Elődöntő | Elődöntő | Döntő   | Helyezés |
| Versenyző                         | Versenyszám         | Idő       | Hely.     | Idő         | Hely.       | Idő      | Hely.    | Idő     | Helyezés |
| --------------------------------- | ------------------- | --------- | --------- | ----------- | ----------- | -------- | -------- | ------- | -------- |
| Oleksii Krasovskyi                | Férfi egyéni sprint | 3:33,40   | 67.       | kiesett     | kiesett     | kiesett  | kiesett  | kiesett | 67.      |
| Andrii Orlyk                      | Férfi egyéni sprint | 3:39,18   | 70.       | kiesett     | kiesett     | kiesett  | kiesett  | kiesett | 70.      |
| Oleksii Krasovskyi Andrii Orlyk   | Férfi csapatsprint  |           |           |             |             | 17:32,50 | 8.       | kiesett | 17.      |
| Maryna Antsybor                   | Női egyéni sprint   | 3:40,17   | 56.       | kiesett     | kiesett     | kiesett  | kiesett  | kiesett | 56.      |
| Tetyana Antypenko                 | Női egyéni sprint   | 3:38,56   | 54.       | kiesett     | kiesett     | kiesett  | kiesett  | kiesett | 54.      |
| Maryna Antsybor Tetyana Antypenko | Női csapatsprint    |           |           |             |             | 17:44,04 | 10.      | kiesett | 19.      |

## Snowboard
Parallel giant slalom
| Versenyző       | Versenyszám | Selejtező | Selejtező | Nyolcaddöntő      | Negyeddöntő       | Elődöntő          | Döntő             | Helyezés |
| Versenyző       | Versenyszám | Idő       | Hely.     | Ellenfél Eredmény | Ellenfél Eredmény | Ellenfél Eredmény | Ellenfél Eredmény | Helyezés |
| --------------- | ----------- | --------- | --------- | ----------------- | ----------------- | ----------------- | ----------------- | -------- |
| Annamari Dancha | Női         | 1:46,64   | 28.       | kiesett           | kiesett           | kiesett           | kiesett           | 28.      |

## Szánkó
| Versenyző                            | Versenyszám | 1. futam | 1. futam | 2. futam | 2. futam | 3. futam | 3. futam | 4. futam | 4. futam | Összesítés | Összesítés |
| Versenyző                            | Versenyszám | Idő      | Hely.    | Idő      | Hely.    | Idő      | Hely.    | Idő      | Hely.    | Idő        | Helyezés   |
| ------------------------------------ | ----------- | -------- | -------- | -------- | -------- | -------- | -------- | -------- | -------- | ---------- | ---------- |
| Anton Dukach                         | Férfi egyes | 48,888   | 27.      | 48,307   | 21.      | 48,303   | 24.      | kiesett  | kiesett  | 2:25,498   | 23.        |
| Andriy Mandziy                       | Férfi egyes | 1:02,935 | 40.      | 48,473   | 25.      | 47,981   | 19.      | kiesett  | kiesett  | 2:39,389   | 40.        |
| Oleksandr Obolonchyk Roman Zakharkiv | Kettes      | 48,316   | 20.      | 47,401   | 20.      |          |          |          |          | 1:35,717   | 20.        |
| Olena Shkhumova                      | Női egyes   | 46,950   | 19.      | 46,844   | 19.      | 47,751   | 26.      | kiesett  | kiesett  | 2:21,545   | 21.        |
| Olena Stetskiv                       | Női egyes   | 50,599   | 30.      | 48,303   | 29.      | 47,929   | 28.      | kiesett  | kiesett  | 2:26,831   | 28.        |

| Versenyző                                                         | Versenyszám  | 1. futam | 1. futam | 2. futam | 2. futam | 3. futam | 3. futam | Összesítés | Összesítés |
| Versenyző                                                         | Versenyszám  | Idő      | Hely.    | Idő      | Hely.    | Idő      | Hely.    | Idő        | Helyezés   |
| ----------------------------------------------------------------- | ------------ | -------- | -------- | -------- | -------- | -------- | -------- | ---------- | ---------- |
| Olena Shkhumova Anton Dukach Oleksandr Obolonchyk Roman Zakharkiv | Vegyes váltó | 51,503   | 13.      | 49,135   | 9.       | 50,365   | 13.      | 2:31,003   | 13.        |

## Szkeleton
| Versenyző             | Versenyszám | 1. futam | 1. futam | 2. futam | 2. futam | 3. futam | 3. futam | 4. futam | 4. futam | Összesítés | Összesítés |
| Versenyző             | Versenyszám | Idő      | Hely.    | Idő      | Hely.    | Idő      | Hely.    | Idő      | Hely.    | Idő        | Helyezés   |
| --------------------- | ----------- | -------- | -------- | -------- | -------- | -------- | -------- | -------- | -------- | ---------- | ---------- |
| Vladyslav Heraskevych | Férfi       | 51,26    | 14.      | 51,16    | 15.      | 51,21    | 17.      | 50,85    | 7.       | 3:24,47    | 12.        |